# Simone Benoît Roy
Pour les articles homonymes, voir Roy.
Simone Benoît Roy, née à Québec en 1929 et morte à Montréal en 2017, est une relieuse québécoise.

## Biographie

### Formation et carrière
Simone Benoît Roy se forme pendant cinq ans en France à l'Institut pédagogique de l’Anémone de Paris. Elle obtient son diplôme en 1967. Elle complète sa formation par un stage à l'atelier de reliure d'art de Jacqueline Hinstin. Elle est restauratrice de livres à la Bibliothèque nationale de France et aux Archives nationales du Canada.
En mars 1969, elle crée l'atelier-école L'Art de la reliure dans le Vieux-Montréal,. Ce lieu forme toute une nouvelle génération de relieurs, dont Odette Drapeau,.
Elle publie en 2008 Recueil de techniques de reliures.

### Mort
Simone Benoît Roy meurt en 2017 à l'Hôpital de Verdun des suites d’une longue maladie.

## Fonds Simone Benoît Roy
À sa mort, elle lègue une somme de 50 000 $ à l'Association québécoise des relieurs et artistes du livre (AQRAL), un organisme à but non lucratif œuvrant pour la promotion du livre relié. L'organisme l'utilise pour créer en 2019 un fonds à la Fondation du Grand Montréal, le fonds Simone Benoît Roy. Le montant accumulé dans le fonds est par la suite doublé par le ministère de la Culture et des Communications du Québec, en subvention de contrepartie de la somme placée. Les revenus d’intérêt annuels de l'actif de plus de 100 000 $ placé à perpétuité, permettra à l'AQRAL de mener à bien sa mission d'encourager la relève et la pratique de la discipline, dans l'esprit du legs.

## Distinctions
Simone Benoît Roy est décorée de l'Ordre du Canada en 1988.

## Implications
- Présidente de l’Association des relieurs du Québec, 1987 à 1988
- Membre de l’Association québécoise des relieurs et artistes du livre (AQRAL).

## Collections publiques
- Bibliothèque et Archives nationales du Québec[12]
- Musée national des beaux-arts du Québec[13]
- Musée des maîtres et artisans du Québec
- Musée régional de Rimouski

## Publications
Roy, S. B., et al. (2008). Recueil de techniques de reliures (1983–2008). Association des relieurs du Québec.